# Powrócifszy…
Powrócifszy... – trzeci album studyjny polskiej grupy muzycznej Warszafski Deszcz. Wydawnictwo ukazało się 6 czerwca 2009 roku nakładem wytwórni muzycznej Wielkie Joł. Tytuł albumu nawiązuje do pierwszej płyty zespołu Nastukafszy.... Podobnie jak na debiutanckim albumie, gościnie pojawił się skład Metropolia. Dodatkowo w trzech utworach udziela się wokalistka o pseudonimie Seta. Produkcji nagrań podjęli się Sir Michu, Kixnare, Luxon, Erio, Tedi Ted, DJ Steez, Matheo oraz O.S.T.R.
Nagrania dotarły do 5. miejsca zestawienia OLiS. W lutym 2010 roku wydawnictwo uzyskało nominację do nagrody polskiego przemysłu fonograficznego Fryderyka w kategorii: album roku hip-hop/R&B.
Pochodzący z albumu utwór pt. "Tak się robi hip-hop" znalazł się na liście "120 najważniejszych polskich utworów hip-hopowych" według serwisu T-Mobile Music.

## Lista utworów
Opracowano na podstawie materiału źródłowego.
1. "Już od '99 płynę" (produkcja: Sir Michu, scratche: DJ Macu)[A] - 5:30
2. "Tak się robi hip-hop" (produkcja: Kixnare, scratche: DJ Macu) – 3:56
3. "Czas nas zmienił chłopaki" (gościnnie: Metropolia, produkcja: Kixnare, scratche: DJ Macu) – 3:12
4. "Więcej ruchów" (produkcja: Luxon, scratche: DJ Macu) – 3:41
5. "W międzyczasie" (produkcja: Erio, scratche: DJ Macu, DJ Abdool) – 5:13
6. "Leniwy dzień" (produkcja: Tedi Ted) – 3:57
7. "WuWua" (produkcja: Matheo) – 3:50
8. "Czuję się lepiej" (produkcja: DJ Steez)[B] - 5:12
9. "Weź to kurwa pogłośnij" (produkcja: O.S.T.R.) – 3:57
10. "Świat zwariował w 33 lata" (gościnnie: Seta, produkcja: Luxon, scratche: DJ Macu, DJ Abdool)[C] - 4:16
11. "Zawsze spoko" (gościnnie: Seta, produkcja: Kixnare) – 4:46
12. "Robi się przester" (produkcja: Luxon) – 4:06
13. "Mógłby być już piątek" (produkcja: Luxon)[D] - 3:53
14. "Na kolana" (produkcja: Matheo, scratche: DJ Macu) – 4:14
15. "Kolejny rajd (tu i tam)" (gościnnie: Seta, produkcja: Sir Michu) – 4:43
16. "I co teraz?" (produkcja: Erio) – 3:42
17. "Dekada" (produkcja: Erio, scratche: DJ Macu)[E] - 5:57

Notatki
- A^ W utworze wykorzystano sample z piosenki  "The Jealousy in Me" w wykonaniu Luthera Vandrossa[7].
- B^ W utworze wykorzystano sample z piosenek "Może za jakiś czas" w wykonaniu Grażyny Łobaszewskiej i Piotra Schulza oraz "Czujee Się Lepiey" zespołu Trials X[7].
- C^ W utworze wykorzystano sample z piosenki "Doin' It Right" w wykonaniu Mikea Jamesa Kirklanda[7].
- D^ W utworze wykorzystano sample z piosenki "How Could You Break My Heart" w wykonaniu Bobby’ego Womacka[7].
- E^ W utworze wykorzystano sample z piosenki "Now That We Found Love" w wykonaniu B.T. Express[7].